# Aspidiophorus ornatus
Aspidiophorus ornatus is een buikharige uit de familie Chaetonotidae. Het dier komt uit het geslacht Aspidiophorus. Aspidiophorus ornatus werd in 1979 voor het eerst wetenschappelijk beschreven door Mock. 